# LAST PICTURE SHOW (南佳孝のアルバム)
『LAST PICTURE SHOW』（ラスト・ピクチャー・ショウ）は、南佳孝の10作目のオリジナル・アルバム。1986年2月26日にCBS・ソニーから発売された。規格品番は、LP：28AH 1994、CT：28KH 1825、CD：32DH 352。

## 概要
松本隆と南自身の共同プロデュースによるアルバム第二弾。1950～80年代までの映画をモチーフとし、その映像世界を表現したコンセプト・アルバム。全曲の作詞を松本隆、作曲を南、編曲は井上鑑が担当している。
LPレコードは全10曲、CDは3曲多い全13曲が収録されている。
2014年10月8日にBlu-spec CDがタワーレコード限定でリリースされ、それから10年後となる2024年8月7日にもGT Musicの″ALDELIGHT CITY POP COLLECTION″シリーズ第3回の1枚として再発売された。

## 収録曲

### LP / CT
| 全作詞: 松本隆、全作曲: 南佳孝、全編曲: 井上鑑。 |                                        |        |            |      |
| #                                                | タイトル                               | 作詞   | 作曲・編曲 | 時間 |
| 1.                                               | 「ダイナー (Diner)」                   | 松本隆 | 南佳孝     | 4:05 |
| 2.                                               | 「ミーン・ストリート (Mean Streets)」  | 松本隆 | 南佳孝     | 4:11 |
| 3.                                               | 「ジョンとメリー (John And Mary)」     | 松本隆 | 南佳孝     | 3:22 |
| 4.                                               | 「ラスト・ショー (Last Picture Show)」 | 松本隆 | 南佳孝     | 3:48 |
| 5.                                               | 「突然炎のごとく (Jules Et Jim)」      | 松本隆 | 南佳孝     | 4:19 |

| 全作詞: 松本隆、全作曲: 南佳孝、全編曲: 井上鑑。 |                                                      |        |            |      |
| #                                                | タイトル                                             | 作詞   | 作曲・編曲 | 時間 |
| 1.                                               | 「フラミンゴ・キッド (The Flamingo Kid)」            | 松本隆 | 南佳孝     | 5:28 |
| 2.                                               | 「理由なき反抗 (Rebel Without A Cause)」             | 松本隆 | 南佳孝     | 2:48 |
| 3.                                               | 「シュガーランド・エキスプレス (Sugarland Express)」 | 松本隆 | 南佳孝     | 3:47 |
| 4.                                               | 「スケアクロウ (Scarecrow)」                         | 松本隆 | 南佳孝     | 5:16 |
| 5.                                               | 「水の中のナイフ (Noz W Wodzie)」                    | 松本隆 | 南佳孝     | 4:09 |

### CD
| 全作詞: 松本隆、全作曲: 南佳孝、全編曲: 井上鑑。 |                                                                |        |            |      |
| #                                                | タイトル                                                       | 作詞   | 作曲・編曲 | 時間 |
| 1.                                               | 「ダイナー (Diner)」                                           | 松本隆 | 南佳孝     | 4:05 |
| 2.                                               | 「ミーン・ストリート (Mean Streets)」                          | 松本隆 | 南佳孝     | 4:11 |
| 3.                                               | 「ジョンとメリー (John And Mary)」                             | 松本隆 | 南佳孝     | 3:22 |
| 4.                                               | 「ラスト・ショー (Last Picture Show)」                         | 松本隆 | 南佳孝     | 3:48 |
| 5.                                               | 「突然炎のごとく (Jules Et Jim)」                              | 松本隆 | 南佳孝     | 4:19 |
| 6.                                               | 「大人は判ってくれない (An Adult Does Not Understand)」(Inst.) | 松本隆 | 南佳孝     | 1:51 |
| 7.                                               | 「フラミンゴ・キッド (The Flamingo Kid)」                      | 松本隆 | 南佳孝     | 5:28 |
| 8.                                               | 「理由なき反抗 (Rebel Without A Cause)」                       | 松本隆 | 南佳孝     | 2:48 |
| 9.                                               | 「水の中のナイフ (Noz W Wodzie)」                              | 松本隆 | 南佳孝     | 4:09 |
| 10.                                              | 「シュガーランド・エキスプレス (Sugarland Express)」           | 松本隆 | 南佳孝     | 3:47 |
| 11.                                              | 「華麗なるギャツビー (The Great Gatsby)」                      | 松本隆 | 南佳孝     | 4:31 |
| 12.                                              | 「スケアクロウ (Scarecrow)」                                   | 松本隆 | 南佳孝     | 5:16 |
| 13.                                              | 「避暑地の出来事 (A Summer Place)」                            | 松本隆 | 南佳孝     | 4:42 |